# Conexión Vital
Conexión Vital es el nombre del segundo álbum del artista puertorriqueño de reguetón, Quest.
El álbum el cual fue lanzado bajo el sello de Quest Studios, contiene 13 canciones y cuenta con colaboraciones de Mr. Chévere, Josué Escogido, Pichie de Triple Seven, Misael & Freedom, Pablo Villatoro, Redimi2 y Karina.

## Lista de canciones
| N.º | Título                                               | Duración |  |
| 1.  | «No Dejes Que El Fuego Pare» (featuring Mr. Chévere) | 3:35     |  |
| 2.  | «Mi Camino»                                          | 3:54     |  |
| 3.  | «No Quiero Truco» (featuring Josué Escogido)         | 3:17     |  |
| 4.  | «No Digas No»                                        | 2:58     |  |
| 5.  | «Tu Mirada» (featuring Pichie de Triple Seven)       | 4:38     |  |
| 6.  | «Eres Fiel» (featuring Misael & Freedom)             | 3:47     |  |
| 7.  | «Dónde Estás»                                        | 3:43     |  |
| 8.  | «Un Lugar Aparte» (featuring Pablo Villatoro)        | 4:09     |  |
| 9.  | «Los Tiempos De Ayer» (featuring Redimi2)            | 3:07     |  |
| 10. | «Si Tu Te Vas»                                       | 2:34     |  |
| 11. | «Dónde Estás (Reggaeton)»                            | 4:04     |  |
| 12. | «Testimonio» (Karina)                                | 4:09     |  |

## Remixes
| N.º | Título                 | Duración |  |
| 1.  | «Si Tu Te Vas (Remix)» | 3:31     |  |